# Mohamadou Djibrilla Maïga
Mohamadou Djibrilla Maïga, né le 8 juillet 1908 à Colman, dans la colonie de Haut-Sénégal-et-Niger (Afrique-Occidentale française) et mort le 23 novembre 1975 dans le 14e arrondissement de Paris (France), est un homme politique français et nigérien.

## Biographie

### Éléments personnels et carrière professionnelle
Mohamadou Djibrilla Maïga naît le 8 juillet 1908 à Colman, dans la colonie de Haut-Sénégal-et-Niger, en Afrique-Occidentale française,.
Titulaire d’un diplôme de fin d’études primaires supérieures, il est employé en tant que commis de services administratifs. En 1960, il est commandant du comté de Magaria.

### Carrière politique
Proche des communistes, Mohamadou Djibrilla Maïga se présente aux élections au Conseil de la République le 13 janvier 1947 pour le siège réservé au territoire d’outre-mer du Niger. Sous l’étiquette du Parti progressiste nigérien-Rassemblement démocratique africain (PPN-RDA), il est élu conseiller de la République. Toutefois, il perd le scrutin du 14 novembre 1948, battu par Oumar Bâ,.
Alors qu’il est promu à la vice-présidence du PPN-RDA en 1949, il quitte le parti l’année suivante, le Rassemblement démocratique africain (RDA) ayant décidé de se dissocier du Parti communiste français (PCF).
Il adhère en 1952 à l’Union des Nigériens indépendants et sympathisants (UNIS) mais en est exclu en 1954.

## Activité parlementaire
À la suite de son élection le 13 janvier 1947 par le deuxième collège du territoire du Niger, Mohamadou Djibrilla Maïga est admis au Conseil de la République le 4 février suivant.
Politiquement, il s’affilie au groupe communiste comme apparenté le 22 janvier 1947. Quelques semaines plus tard, le 18 mars, il est l’un des membres fondateurs du groupe d’union républicaine et résistante pour l’Union française (apparenté au groupe communiste le lendemain). Cette affiliation est conservée au 13 janvier 1948,,,.
Le 28 janvier 1947, Mohamadou Djibrilla Maïga est nommé au sein de la commission de la France d’outre-mer et de celle des moyens de communication et des transports. Il est reconduit dans celles-ci le 26 janvier 1948,,.

## Résultats électoraux

### Conseil de la République
| Élection         | Parti      | Parti                       | Modalités électorales | Modalités électorales | Résultats | Résultats | Résultats | Issue |
| Élection         | Parti      | Parti                       | Territoire            | Corps                 | Voix      | %         | Rang      | Issue |
| ---------------- | ---------- | --------------------------- | --------------------- | --------------------- | --------- | --------- | --------- | ----- |
| 13 janvier 1947  |            | Parti progressiste nigérien | Niger                 | 2e collège            | 12        | 60,00     | 1er       | Élu   |
| 14 novembre 1948 | 2e section | Parti progressiste nigérien | Niger                 | 2                     | 11,11     | 2e        | Battu     |       |